# Rhinocricus xanthopygus
Rhinocricus xanthopygus är en mångfotingart som beskrevs av Filippo Silvestri 1897. Rhinocricus xanthopygus ingår i släktet Rhinocricus och familjen Rhinocricidae. Inga underarter finns listade i Catalogue of Life.